# Rússia nos Jogos Olímpicos de Inverno da Juventude de 2016
A Rússia participará  dos Jogos Olímpicos de Inverno da Juventude de 2016, a serem realizados em Lillehammer, na Noruega com 72 atletas em 14 esportes, sendo a maior delegação da competição fora o país-sede.

## Biatlo

### Feminino
Ekaterina Ponedelko

Anastasia Khaliullina

### Masculino
Egor Tutmin

Said Khalili

## Combinado Nórdico

### Masculino
Vitaly Ivanov

## Curling
Equipe ainda não convocada

## Esqui Alpino

### Feminino
Anastasia Silantyeva

### Masculino
Alexey Konkov

## Esqui cross-country

### Feminino
Yulia Petrova

Maya Yakunina

### Masculino
Yaroslav Rybochkin

Igor Fedotov

## Esqui estilo livre

### Feminino
Dana Vovk

Lana Prusakova

### Masculino
Kirill Bagin

Vladimir Galayko

## Hóquei no Gelo

### Masculino
Equipe ainda não convocada

## Luge

### Individual feminino
Olesya Mikhaylenko

Tatyana Tsvetova

### Individual masculino
Vsevolod Kashkin

### Duplas masculino
Konstantin Korshunov

Evgeny Petrov

## Patinação artística

### Feminino
Maria Sotskova

Polina Tsurskaya

### Masculino
Dmitry Aliev

### Pares
Ekaterina Borisova / Dmitry Solot

Alina Ustimkina / Nikita Volodin

### Dança no Gelo
Anastasia Shpilevaya / Grigory Smirnov

Anastasia Skoptsova / Kirill Aleshin

## Patinação de velocidade

### Feminino
Sofia Napolskykh

Elena Samkova

### Masculino
Isa Izmaylov

Dmitry Filimonov

## Patinação de velocidade em pista curta

### Feminino
Elizaveta Kuznetsova

Yulia Shishkina

### Masculino
Pavel Sitnikov

## Saltos de Esqui

### Feminino
Sofya Tikhonova

### Masculino
Maksim Sergeev

## Skeleton

### Feminino
Anastasia Dudkina

Maria Surovtseva

Alina Tararychenkova

### Masculino
Maksim Ivanov

Alisher Mamedov

Evgeny Rukosuev

## Snowboard

### Feminino
Kristina Paul

Sofya Fyodorova

### Masculino
Vasily Loktev-Zagorsky

Vladislav Khadarin